# دهستان زیرآب
دهستان زیرآب نام دهستانی در بخش مرکزی شهرستان زرین دشت، استان فارس در ایران است. براساس سرشماری مرکز آمار ایران در سال ۱۳۸۵، جمعیت آن ۶۲۷۹ نفر (۱۳۲۱ خانوار) بوده‌است.